# ارين صموئيل فيشر
ارين صموئيل فيشر (بالإنجليزية: Warren Samuel Fisher)‏ هو عالم حيوانات وعالم حشرات أمريكي، ولد في 4 أبريل 1878، وتوفي في 2 يونيو 1971.